# Prîcepîlivka, Sloveanoserbsk
Prîcepîlivka (în ucraineană Причепилівка) este un sat în comuna Krîmske din raionul Sloveanoserbsk, regiunea Luhansk, Ucraina.

## Demografie
Componența lingvistică a localității Prîcepîlivka
     Ucraineană (80%)
     Rusă (20%)
Conform recensământului din 2001, majoritatea populației localității Prîcepîlivka era vorbitoare de ucraineană (80%), existând în minoritate și vorbitori de rusă (20%).